# 포니현

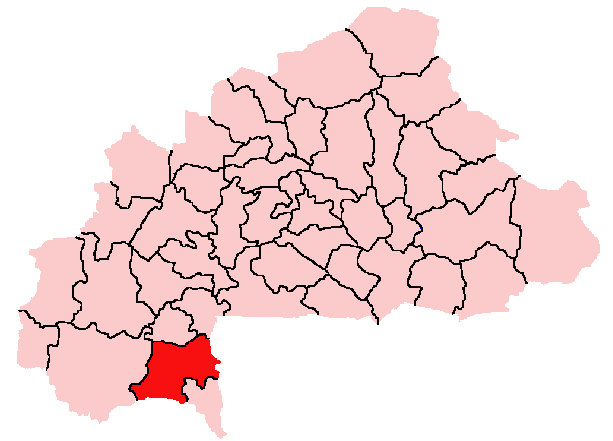
포니현의 위치

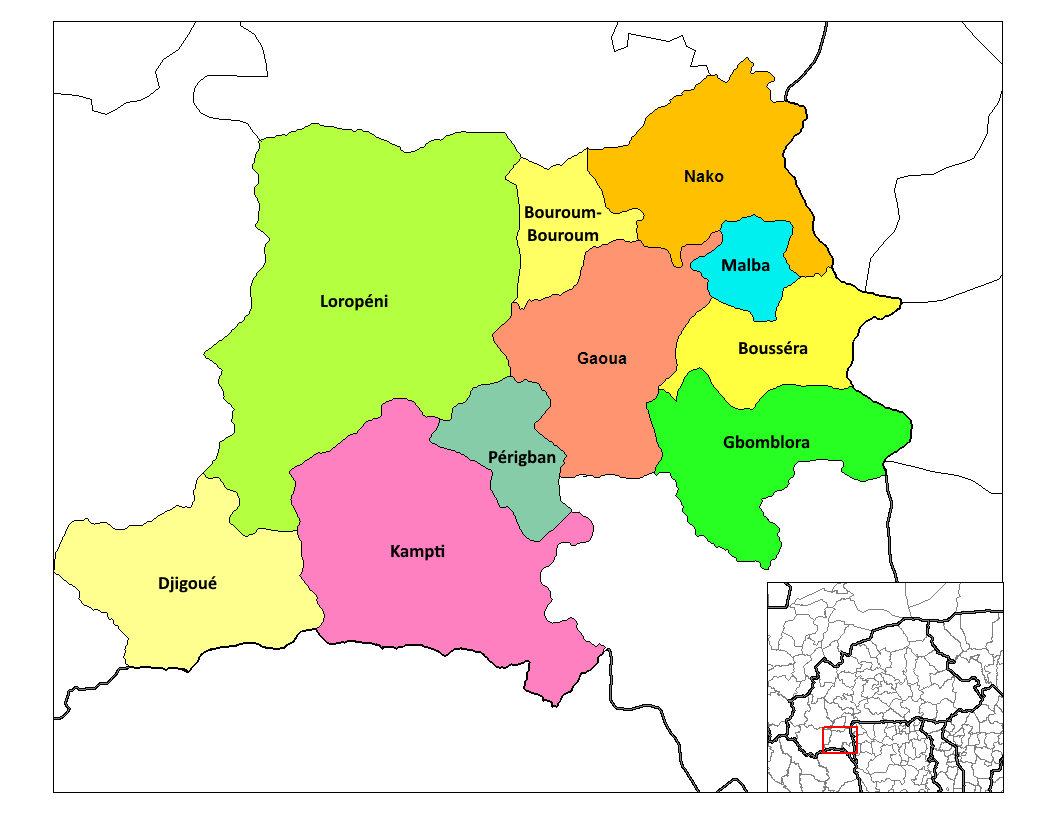
포니현의 행정 구역

포니현(프랑스어: Poni)은 부르키나파소 남서부주에 위치한 현으로, 현도는 가와이며 면적은 7,365km2, 인구는 254,371명(2006년 기준)이다. 9개 군(부룸부룸군, 지구에군, 가와군, 그봄블로라군, 캄프티군, 로로페니군, 말바군, 나코군, 페리그방군)을 관할한다.

## 같이 보기
- 부르키나파소의 주
- 부르키나파소의 현